# Albert de Boor

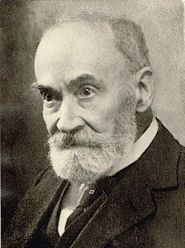
Albert de Boor

Claus Albert de Boor  (* 17. August 1852 in Hamburg; † 11. August 1945 in Schleswig) war ein deutscher Historiker und Staatsarchivar.

## Familie
Albert de Boor wurde in Hamburg als Sohn des Juristen Claus de Boor und seiner Frau Amalie, Tochter des Senators Peter Siemsen geboren. Er heiratete seine Cousine Emma Kathinka Mommsen (1857–1943), eine Tochter des Gymnasialdirektors Tycho Mommsen. Das Paar hatte fünf Kinder, darunter den Sohn Hans-Otto de Boor (1886–1956), Professor für Rechtswissenschaften an der Universität Frankfurt am Main.

## Leben
De Boor besuchte ab 1862 die private Knabenschule von Heinrich Schleiden (Schleidensche Schule) und von 1869 an die Gelehrtenschule des Johanneums in Hamburg, die er 1872 mit der Maturitätsprüfung abschloss. Anschließend begann er ein Studium der Rechtswissenschaft in Bonn, unterbrach dies jedoch nach einem Semester um als Einjährig-Freiwilliger beim Husaren-Regiment „König Wilhelm I.“ (1. Rheinisches) Nr. 7 den Militärdienst abzuleisten. Anschließend studierte er Kunstgeschichte in Leipzig, um dann schlussendlich ein Geschichtsstudium in Straßburg zu absolvieren. Dort wurde er 1877 mit der Arbeit „Beiträge zur Geschichte des Speirer Reichstages vom Jahre 1544“ promoviert. Seine Laufbahn als Archivar begann de Boor als Probearbeiter im Dienst des Staatsarchivs Münster. Geholfen haben ihm dabei seine Verwandtschaft zu Theodor Mommsen (Onkel seiner Frau) sowie Empfehlungen von hoher Stelle.
In Münster wurde er 1882 zum Archivsekretär befördert und im Juli 1884 an das Staatsarchiv Schleswig versetzt. Dort stieg er vom Archivsekretär bis zum Geheimen Archivrat auf und übernahm 1911 die Leitung des Archivs von Georg Hille. Hatte er in Münster noch wissenschaftliche Forschung betrieben, beschränkte diese sich jetzt auf die Veröffentlichung von Aufsätzen mit Ergebnissen aus der Ordnungsarbeit. Unter de Boors Leitung stand das Archiv vielen Problemen gegenüber. Die schwierigste Herausforderung war die Zeit des Ersten Weltkriegs, in dem das Staatsarchiv Schleswig unter einem Mangel an Personal und der schlechten Versorgungslage litt. De Boor kapitulierte letzten Endes vor dieser Situation und bat zum Oktober 1918 um seine vorzeitige Pensionierung. De Boor war während seines Lebens häufiger von gesundheitlichen Problemen geplagt, erreichte aber das 93. Lebensjahr.

## Auszeichnungen
- Roter Adlerorden, 4. Klasse (1902)[4]
- Königlicher Kronen-Orden (Preußen), 3. Klasse (1913)[5]

## Schriften (Auswahl)
- Beiträge zur Geschichte des Speirer Reichstages vom Jahre 1544. (Straßburg, Univ., Diss., 1878). Straßburg 1878.
- Beiträge zur Geschichte der Holsteinischen Familie von Saldern. In: Zeitschrift der Gesellschaft für Schleswig-Holsteinische Geschichte. Bd. 30 (1900), S. 209–250 (Digitalisat).
- Verzeichnisse großfürstlicher Beamten in Holstein. In: Zeitschrift der Gesellschaft für Schleswig-Holsteinische Geschichte. Bd. 32 (1902), S. 137–176 (Digitalisat).